# 광주남부소방서
광주남부소방서(光州南部消防署, Gwangju Nambu Fire station)는 광주광역시 남구를 관할하는 광주광역시 소방안전본부 산하의 소방서이다.
소방서장은 소방정으로 보한다.

## 조직
| - - 소방행정과 -소방행정계 -예산장비계 | - - 예방안전과 -예방총괄계 -소방민원계 -소방특별조사계 - - 119현장대응단 -방호구조계 -구급계 -생활안전계 -현장지휘계 |

## 관할센터 및 관할구역
광주남부소방서는 3개의 119안전센터와 1개의 구조대를 산하에 두고 있다.
| 명칭                     | 사진 | 주소          | 관할구역                                       | 지역대 |
| ------------------------ | ---- | ------------- | ---------------------------------------------- | ------ |
| 송하119안전센터          |      | 송암로58길 13 | 주월 1·2동, 백운 1·2동, 효덕동, 송암동, 대촌동 |        |
| 월산119안전센터          |      | 금화로455길 7 | 월산 본·4·5동, 사직동                          |        |
| 봉선119안전센터          |      | 봉선1로 106   | 봉선 1·2동, 방림 1·2동, 양림동                 |        |
| 광주남부소방서 119구조대 |      | 송암로58길 13 | 광주광역시 남구 일원                           |        |

## 같이 보기
- 대한민국 소방청
- 대한민국의 소방
- 소방관 계급